# 드미트리 무세르스키
드미트리 알렉산드로비치 무세르스키(러시아어: Дми́трий Алекса́ндрович Мусэрский, 우크라이나어: Дмитро́ Олекса́ндрович Мусерський 드미트로 올렉산드로비치 무세르스키[*], 1988년 10월 29일~)는 우크라이나 출신 러시아의 배구 선수로 포지션은 미들블로커와 아포짓이다. 현재 일본 SV.리그의 산토리 선버즈 오사카 소속으로 뛰고 있다.
러시아 대표팀의 일원으로 2012년 하계 올림픽에서 금메달을 획득했으며 월드컵에서 1회 우승, 월드리그 2회 우승을 달성했다.